# Gustav Mueller
Gustav Mueller (fl. XX secolo) è stato un ginnasta e multiplista statunitense.

## Carriera
Mueller partecipò ai Giochi olimpici di Saint Louis 1904 nelle gare di triathlon e ginnastica. Giunse quarantunesimo nel concorso generale individuale, ottantanovesimo nel triathlon e venticinquesimo nel concorso a tre eventi.